# Mislinja (reka)
Mislínja je reka v severni Sloveniji, desni pritok Meže. Izvira v osrednjem delu Pohorja in teče najprej po ozki dolini proti jugozahodu (Mislinjski graben) do Mislinje, nato zavije proti severozahodu in teče po široki Mislinjski dolini skozi Slovenj Gradec in se v Otiškem Vrhu izliva v Mežo, ta pa se nedaleč od tam steka v Dravo.
Mislinja ima izrazito asimetrično porečje: v povirnem delu je edini večji pritok Glažutnica z desne, v srednjem in spodnjem toku pritekajo vanjo s Pohorja številni desni pritoki, mdr. Brložnica, Dovžanka, Tunglav, Barbarski potok, Trobeljščica, Lakužnica in Medvedov graben. Večji levi pritoki so samo trije: Mevlja, Suhodolnica in Selčnica.

## Opis reke
V zgornjem toku je Mislinja v pohorske metamorfne kamnine zarezala globoko dolino s strmimi gozdnatimi pobočji (na Pohorju takšnim dolinam pravijo globača), ki se imenuje tudi Mislinjski graben ali Mislinjski jarek. V ozkem dnu doline je prostora samo za potok in cesto ter nekaj domačij, ki so verjetno nastale v času delovanja glažute in fužin. Dolina ima precejšen strmec – od Spodnje Komisije (nadmorska višina 1080 m) se na razdalji 8 km do Mislinje spusti za 520 m, zato ima potok hiter tok in ob večjih pretokih prenaša in nanaša velike količine debelega proda. Edini nekoliko večji pritok je z desne Glažutnica, vsi ostali pritekajo iz kratkih, zelo strmih in neposeljenih globač. Prostor za samotne kmetije in njihova kmetijska zemljišča je samo na manj strmem svetu med grapami na prisojni, desni strani Mislinjskega grabna.
Že dober kilometer nad Mislinjo se značaj doline in reke spremeni: dolina se najprej nekoliko odpre, nato pa se izteče v zgornji konec širše doline, kamor je reka nasula položen prodni vršaj, na katerem stoji danes Mislinja. Od tu naprej ima reka razmeroma majhen strmec, saj se do izliva v Mežo spusti samo še za okoli 190 m, vendar ima zlasti ob velikih pretokih še vedno hiter tok in prenaša velike količine plavja, ki ga ob poplavah odlaga na poplavno ravnico. Od Mislinje navzdol teče reka po 200–500 m široki naplavni ravnici, vendar so jo desni pritoki s Pohorja potisnili povsem na njen jugozahodni rob. Ob izstopu v širšo dolino so namreč nasuli cel niz prodnih vršajev, na katerih sta se v lepi legi nekoliko nad dolinskim dnom namestila Šentilj pod Turjakom in Dovže. Šele malo nad Turiško vasjo se Mislinja spet prestavi pod obronke Pohorja in teče mimo Šmartna pri Slovenj Gradcu vse do Slovenj Gradca. Tu se dolina zoži, reka pa z leve strani sprejme najdaljši pritok Suhodolnico in tik pod mestom še Barbarski potok s pohorske strani.
Pod mestom prečka Mislinja v manj kot pol kilometra dolgi, kar izrazito zoženi dolini, pas gnajsa, iz katerega sta Rahtelov vrh (667 m) na levi in Gradišče (516 m) na desni strani. Takoj zatem vstopi v okoli 500 m širok in 8 km dolg spodnji del Mislinjske doline, ki je izrazito premočrten in poteka v smeri proti severozahodu, saj je nastal ob pomembnem labotskem prelomu. Za razliko od zgornjega dela doline so tu starejša jedra naselij umaknjena na nekoliko višje obrobje doline (Troblje, Pameče, Šentjanž pri Dravogradu), saj je dolinsko dno izpostavljeno pogostim poplavam; na le nekaj metrov višji terasi v dnu doline je samo Bukovska vas. S pohorske strani dobiva v tem delu več pritokov (Trobeljščica, Lakužnica, Medvedov graben), ki pritekajo iz strmih grap in so ob vstopu v glavno dolino nasuli manjše vršaje, z leve strani se Mislinji  pridruži le Selčnica pri Bukovski vasi. V najspodnejšem delu teče Mislinja deloma še skozi industrijsko cono Otiški Vrh, nato pa se izlije v Mežo in dober kilometer naprej obe skupaj družno v Dravo pri Dravogradu.

## Hidronim in etimologija
Po mnenju jezikoslovca F. Bezlaja izvira ime reke iz osebnega imena Myslinъ, kar utemeljuje s številnimi toponimi, nastalimi iz iste osnove, v drugih slovanskih deželah (npr. potok Myslina na Slovaškem, reki Mysь in Myslin v Rusiji, vas Mysletice na Češkem ipd.). Jezikoslovec Marko Snoj prav tako povezuje izvor imena reke z osebnim imenom Myslь. Prvotno ime reke bi torej bilo Myslin'a in bi po obeh razlagah pomenilo Mislinova reka. Prvi zapisi imena reke so iz poznega srednjega veka, skoraj izključno v nemški obliki, mdr. Misling (1404), Missling (1471) in Mißlin (1570).
Na starejših avstrijskih vojaških zemljevidih je ime reke zapisano na različne načine: na jožefinskem zemljevidu iz 18. st. kot Missling Bach, Meslinger Bach in Meslina Bach, na mlajšem zemljevidu iz druge polovice 19. st. pa kot Missling B.(ach).

## Hidrogeografija
V zgornjem toku, kjer teče Mislinja po ozkem Mislinjskem grabnu, je prava gorska reka s precejšnjim strmcem, živahnim tokom in čisto vodo. Struga je povsem naravna, a so na brežinah marsikje vidni sledovi burnega delovanja rečnega toka ob večjih pretokih. Pod Mislinjo se videz reke in njene najbližje okolice povsem spremeni: od tu navzdol teče večinoma po različno široki poplavni ravnici, vendar je danes v večjem delu regulirana in mestoma tudi speljana po novi strugi. V nekdanjem, bolj naravnem stanju, se je reka na odseku do Slovenj Gradca na nekaterih mestih celo razcepila v več rokavov. Danes so le tu in tam še komajda vidni, nekatere pa so ljudje kasneje uporabili kot mlinščice, ob katerih so bili vstran od glavne reke razmeščeni številni mlini in žage.
Mislinja ima neizrazit alpski snežno-dežni režim s prvim viškom v mesecu aprilu (posledica taljenja snega) in drugega v mesecu novembru zaradi obilnejših jesenskih padavin in manjšega izhlapevanja. Poletni nižek v avgustu in zimski v januarju sta skoraj identična; poletni nastopi zaradi manjših količin padavin in povečane evapotranspiracije, zimski zaradi snežne retinence.
Mislinja je podobno kot Meža izrazit hudournik, kar se vidi iz primerjave med najmanjšimi in največjimi zabeleženimi pretoki: v obdobju 1970–2000 je bila ta razlika na vodomerni postaji Dovže 336-kratna in v Otiškem Vrhu 250-kratna. Se pa reki razlikujeta po drugih hidrogeografskih značilnostih: povprečni letni pretok Mislinje znaša samo dobro tretjino Mežinega pretoka (Mislinja: 4,63 m3/s, Meža: 12,11 m3/s). Zaradi drugačne izoblikovanosti porečja in v povprečju manjših strmin ima Mislinja tudi precej manjši specifični odtok kot Meža (Mislinja: 15,7 l/s/km2; vodomerna postaja Otiški Vrh; Meža: 22,9 l/s/km2; vodomerna postaja Otiški Vrh) in odtočni količnik (Meža: 53,2 %; Mislinja: 37,4 %).
Kljub obsežnim regulacijam v preteklosti Mislinja občasno še vedno poplavlja na obeh rečnih bregovih. Poplave so hudourniškega tipa, se hitro pojavijo in ne trajajo dolgo. Poplavna voda ne zalije celotne poplavne ravnice, temveč teče po plitvih, sicer komaj vidnih poplavnih kanalih in močno nasiplje prod tik ob strugi ter pesek in mulj v bolj zatišnih delih. Ob manjših, a razmeroma pogostih poplavah zalije voda za kratek čas le najnižje dele poplavne ravnice tik ob strugi, večje poplave pa lahko ponekod zajamejo več sto metrov širok pas.
V srednjem toku je skoraj sklenjen poplavni pas vse od Mislinje do Šmartna pri Slovenj Gradcu, vendar je večina naselij in infrastrukture izven dosega manjših in srednje velikih poplav. Običajne poplave tu ne povzročajo veliko škode, so pa zaradi hudourniškega značaja reke lahko vseeno zelo nevarne.
V spodnjem delu doline je poplavna ravnica širša, na njej je med drugim tudi večji del industrijske cone v Otiškem Vrhu in del Bukovske vasi. Iz preteklosti so poznane večje poplave v letih 1900, 1924, 1926, 1953, 1956, 1966, 1973 in 1. novembra 1990. Ob tej poplavi je reka v zgornjem delu doline poškodovala številne ceste in poplavila več hiš. V spodnjem delu doline je bil pod vodo velik del poplavne ravnice pri Pamečah, Bukovski vasi, Šentjanžu pri Dravogradu in Otiškem Vrhu, kjer je napravila največ škode v tamkajšnjih tovarnah in skladiščih. Na vodomerni postaji Otiški Vrh so izmerili dotlej največji pretok Mislinje (189 m3/s).

Najhujša poplava zadnjih desetletij je porečje Mislinje prizadela 5. in 6. novembra 2012, ko je reka na nekaterih odsekih povzročila pravo razdejanje. Z erozijskim delovanjem je na mnogih mestih močno spodjedla rečne bregove, poplavila je velik del poplavne ravnice vzdolž skoraj celotnega toka od Mislinje navzdol. Na poplavno ravnico je nasula veliko plavja, zalila je tudi številne stanovanjske hiše, trgovine in druge poslovne prostore, več industrijskih obratov ter močno poškodovala ceste. Po veliki škodi in hidroloških značilnostih je bila to 100-letna poplava, saj so v Otiškem Vrhu zabeležili še večji maksimalni pretok kot ob poplavi leta 1991 in to je tudi največji doslej izmerjeni pretok na Mislinji (230 m3/s).

## Kakovost vode
Mislinja je v zgornjem toku čista, naravna reka, ki teče po skoraj povsem naravni prodnati strugi. Tudi v srednjem in spodnjem toku je po uradnih podatkih v dobrem ekološkem stanju. Izgradnja centralnih čistilnih naprav Mislinja (pri Dovžah) in Slovenj Gradec (pri Pamečah) ter pripadajočega kanalizacijskega omrežja je močno zmanjšala vnos odpadnih snovi v reko.

## Ljudje in reka
V ozkem Mislinjskem grabnu v zgornjem toku Mislinje v preteklosti ni bilo možnosti za kmetijstvo. Ljudi so tja pritegnili bogati pohorski gozdovi, v katerih so sekali les in kuhali oglje, ki je bilo nekoč nujno potrebno za pridobivanje železa v fužinah. V Mislinji so delovale fužine že v 18. st. in so pozneje prerasle v največje fužine na slovenskem delu Štajerske. Pohorski gozdovi so bili tudi vir lesa za mislinjsko lesno industrijo. Ob desnem pritoku Glažutnici je v začetku 19. st. (1794–1834) delovala tovarna stekla (glažuta), ki je prav tako potrebovala les kot energijski vir in za pridobivanje pepelike, surovine za izdelavo stekla. Ta del doline je bil nekoč tako pomemben, da je takratni lastnik Arthur Perger leta 1902 investiral v izgradnjo 9,4 km dolge ozkotirne gozdne železnice Mislinja–Komisija, po kateri so dovažali les v Mislinjo (ukinjena 1957).
V srednjem in spodnjem toku teče Mislinja po gosto naseljeni dolini in prebivalstvo je bilo v preteklosti zelo tesno povezano z reko. Ta je bila za ljudi pomemben vir energije, hkrati pa jih je ogrožala s poplavami, zaradi česar so se ljudje, če so le imeli možnost, naseljevali v varni oddaljenosti od reke in izven dosega poplav. Zaradi hudourniškega značaja reke tudi ni bilo varno postavljati mlinov in žag tik ob rečno strugo, zato so ti pogosto stali ob umetnih kanalih (mlinščicah) malo vstran od reke. Že v času med obema svetovnima vojnama je ob reki delovalo tudi nekaj manjših hidroelektrarn. Za dovajanje vode v mlinščice in ponekod za pridobivanje padca so v glavni strugi zgradili številne majhne jezove (še ob koncu druge svetovne vojne jih je bilo na Mislinji in Suhodolnici skupaj 43), ki so imeli izjemno pomembno vlogo tudi pri zmanjševanju erozijske moči reke in za upočasnitev prenašanja proda in drugega plavja po toku navzdol.
Potem ko so po vojni opustili mline in žage, so jezovi v nekaj letih propadli in struga je postala izrazito nestabilna, saj se je močno povečala globinska erozija, plavje, ki so ga nekoč zadrževali jezovi, pa je reka odnašala s sabo in ob poplavah odlagala na poplavno ravnico. Nekoč so ljudje tudi sami skrbeli za rečne bregove: kjer je reka odnašala, so zabijali pilote in jih prepletli z vejevjem, predvsem pa je drevje in grmovje s koreninami varovalo rečne bregove pred pretirano erozijo.
Že med obema svetovnima vojnama so na posameznih odsekih regulirali strugo Mislinje (npr. med Turiško in Tomaško vasjo), do leta 1974 pa so reko na več daljših odsekih z regulacijami povsem spremenili. V strugi so zaradi zmanjševanja erozije zgradili številne nizke pregrade, uravnavali strugo, gradili umetne brežine in povečevali njeno pretočnost. Starejše regulacije so se mestoma sicer zarasle z obrežno vegetacijo, vendar pa je Mislinja v srednjem in spodnjem toku pretirano 'regulirana'. Skoraj v celoti je izgubila svojo naravno podobo in dinamiko in se spremenila v umetni kanal, kar je v nasprotju s sodobnim trajnostnim urejanjem vodotokov. Z regulacijami tudi niso odstranili poplavne nevarnosti, saj se je zaradi njih povečal dotok poplavnih voda v spodnji del doline in hkrati zmanjšale vodne zaloge v srednjem delu doline. »Življenjske razmere za vodni živelj so ob nizkih vodah in na območjih odvzemov voda precej borne. Hkrati pa so zelo omejene možnosti za dodatno rabo vode za razvoj rekreacijskih dejavnosti in za doživljanje vodnega okolja. Zaradi slabe strukturiranosti struge in majhnih količin vode, je malo tudi življenjskih prostorov za vodne in obvodne organizme. Z odvzemi vode je prekinjen hidrobiološki kontinuum in uničen del prehrambne verige.«
V Mislinjskem grabnu in v srednjem toku deluje danes sedem malih hidroelektrarn, mdr. v Mislinji, Šentilju in Tomaški vasi. V preteklosti je bila voda pomembna tudi za začetek industrializacije: neposredno nanjo je bila vezana npr. nekdanja usnjarna v Slovenj Gradcu (ustanovljena 1850) in še starejša tovarna kos in srpov v Trobljah (ustanovljena 1773). Na mestu slednje so kmalu po prvi svetovni vojni zgradili manjšo hidroelektrarno, ki je delovala vse do 70. let dvajsetega stoletja.

## Varstvo narave
Velik del Pohorja je vključen v varovano območje Natura 2000 (Pohorje), tudi povirni deli Mislinje. Bistveno zmanjšana onesnaženost vode je pomembno prispevala k izboljšanju življenjskih razmer za ribe v reki, saj so v njej tudi pomembna drstišča. V njej živijo mdr. potočna postrv (Salmo trutta),  lipan (Thymallus thymallus), podust (Chondrostoma nasus), platnica (Rutilus pigus virgo), v spodnjem toku tudi mrena (Barbus barbus) in klen (Leuciscus cephalus cephalus).
Precejšen problem predstavljajo številne pregrade, ki onemogočajo preseljevanje rib po reki, zlasti večje pri malih hidroelektrarnah, saj je dokazano, da sta se zaradi njih zmanjšala število in masa potočnih postrvi v reki, podobno pa verjetno velja tudi za druge ribje vrste.